# Sagarmatha
Sagaramāthā (सगरमाथा in lingua nepalese) è una ex zona amministrativa del Nepal. Sagarmatha è il nome nepalese del Monte Everest, che si trova nell'estremo settentrione della Zona all'interno del Parco nazionale di Sagarmatha (1148 km²), nel distretto di Solukhumbu. Come tutte le zone è stata soppressa nel 2015.
Faceva parte della Regione di Sviluppo Orientale e sua città principale è Triyuga.

## Geografia antropica

### Suddivisioni amministrative
La Zona di Sagarmatha si suddivide in 6 distretti:
| Distretti   | Capitali    |
| ----------- | ----------- |
| Khotang     | Diktel      |
| Okhaldhunga | Okhaldhunga |
| Saptari     | Rajbiraj    |
| Siraha      | Siraha      |
| Solukhumbu  | Salleri     |
| Udayapur    | Gaighat     |